# 中村梅玉 (2代目)
二代目 中村 梅玉（にだいめ なかむら ばいぎょく、天保12年12月28日（1842年2月8日） - 大正10年（1921年）6月8日）は、幕末から明治、大正にかけて活躍した上方の歌舞伎役者。屋号は高砂屋。俳名に三雀・鶯声。本名は笹木 徳数（ささき のりかず）。
京五条の生まれ。生家は鋲造りの鍛冶職人。嘉永元年（1848年）大坂に移住。同年、女形として藤岡菊太郎を名乗って竹田芝居で初舞台。2年後初代中村玉七の門人となって中村玉蔵を名乗る。慶応元年（1865年）五代目三枡大五郎の養子に迎えられ四代目三枡他人（みます たにん）を襲名した。
慶応3年（1867年）、来坂した二代目中村福助に認められてその門人となるが、福助はまもなく急死。福助人気をあてこんでいた興行師はその突然の客死に頭を抱え、窮余の策として年格好が似ており、しかも並ならぬ技量があった三枡他人に白羽の矢を立てる。この興行師の説得に折れるかたちで翌年三代目中村福助を襲名。ところが時をほぼ同じくして江戸でも初代福助の養子も三代目福助を襲名したため、期せずして東西に二人の福助が立つことになってしまった。これが以後100年間にわたって延々と続くことになる東京の成駒屋中村福助と大阪の高砂屋中村福助の並立である（詳細は「中村福助」の記事を参照）。
その後は四代目嵐橘三郎と並ぶ若手として活躍し、明治19年から23年にかけては東京に上京し舞台を勤めた事もあった。帰阪後に初代中村鴈治郎が台頭すると、明治26年(1893年)から一座に入って脇に廻りその相方を勤めるようになる。明治40年（1907年）10月、大阪角座にて二代目中村梅玉を襲名。以後、『河庄』の孫右衛門、『土屋主税』の宝井基角、『伊賀越道中双六・岡崎』の山田幸兵衛、『菅原伝授手習鑑・道明寺』の覚寿『絵本太功記・尼崎』の操などで鴈治郎を助けた。
口跡・容貌とも優れ、役柄も広く、融通無碍の演技力で、鴈治郎が昨日と違う演技をしても「又変わったんやな」とさらりと受け流す度量があり、そのうえ聞けば助言もしてくれる。まさに梅玉は鴈治郎にとってなくてはならない相方だった。老いても矍鑠として、舞台は最晩年まで休むことなく勤めたが、大正10年（1921年）6月8日、神戸の公衆浴場で朝風呂に入浴中に心臓麻痺で死去。80歳の大往生だった。亡くなる前日まで舞台を共にした鴈治郎の落胆ぶりは端で見ていても気の毒になるほどで「もう『紙治』もなんも、でけしまへんがな」と呟くのがやっとだったという。墓所は大阪市妙徳寺。
鴈治郎の女房役は、手塩にかけて育てた養子の三代目中村政次郎（のちの三代目中村梅玉）によって引き継がれた。